# Euryopis cobreensis
Euryopis cobreensis là một loài nhện trong họ Theridiidae.
Loài này thuộc chi Euryopis. Euryopis cobreensis được Herbert Walter Levi miêu tả năm 1963.